# Тазы (порода собак)
Тазы́, или среднеазиатская борзая, или казахская борзая, или туркменская борзая, или турецкая борзая — порода охотничьих собак, восточная борзая. Собаки предназначены для конной травильной охоты в пустынной местности, выносливы и способны к длительной скачке.

## История породы
Борзые-тазы — одна из древнейших пород собак, относимая к борзым восточной группы, как нельзя более приспособленная к кочевому укладу жизни народов Азии. Их многочисленные изображения на петроглифах Южного Казахстана датируются различными историческими эпохами, вплоть до X—XII тысячелетия до нашей эры. Поэтому, а также в связи с геоклиматическими и антропологическими особенностями этого региона, центром создания породы считают территорию современного Южного Казахстана от гор Каратау до Семиречья. Наиболее вероятным предком тазы считают персидскую борзую салюки.
О популярности охоты казахов с тазы упоминали путешественники и исследователи XVIII века — П. С. Паллас, И. П. Фальк, И. Г. Георги. Первые описания туркменских, казахских и хивинских тазы были сделаны П. М. Мачевариановым (1876), М. Богдановым (1878), Л. П. Сабанеевым (1892) и Я. Я. Полферовым (1898). С тазы охотились на зайца, кабана, лисицу, барсука, косулю, волка, сайгака. Охота с тазы была индивидуальной, гончие не использовались, поэтому собаке были нужны не только зоркий глаз и резвость, чтобы догнать зверя, но и чутьё, чтобы его найти. В охоте на волка используют нескольких тазы и беркута. Охотничьи тазы считались большой ценностью. Согласно своду законов «Жеты Жаргы» стоимость тазы приравнивалась стоимости раба, одна хорошая рабочая собака заменяла калым за невесту, составлявший почти полсотни лошадей. Среди охотников-казахов бытует легенда, что очень редко в яйце красной утки ит-кала-каз зарождается не утёнок, а щенок тазы, который обладает исключительными охотничьими способностями. Найти такое гнездо — большая удача для казаха.
Первое описание породы входило в Стандарт промыслово-охотничьих собак, принятый Первым кинологическим съездом СССР в 1925 году и опубликованный в 1932 году. Официальная зоотехническая работа с породой началась в Казахстане 1930-х годах под руководством А. А. Слудского. В это время в республике насчитывалось 7-10 тысяч тазы, которые добывали не менее половины пушнины. Все собаки выводились путём народной селекции, без определённых племенных программ, а промысловая охота основывалась преимущественно на традиционных методах.
После Второй Мировой войны в Казахстане изменились объекты и способы охоты, начался ввоз охотничьих собак универсальных пород. Тазы уже не могла оставаться в положении главной промысловой собаки региона. Целенаправленная работа над сохранением породы начата в 1958 году, когда на выводках по регионам Казахстана были показаны 40 собак, а на Первой Всесоюзной выставке собак служебных и охотничьих пород в Москве были представлены 12 тазы казахского типа и 2 тазы туркменского типа. В 1959 году был утверждён новый стандарт «Описание признаков среднеазиатской борзой — тазы». По данным начатой в 1965 году регистрации охотничьих собак, в племенных книгах Казахстанского добровольного общества охотников и рыболовов (КазДООиР) числилось 176 тазы, в 1970 году — 125, в 1973 — 10. Хотя имелось много незарегистрированных собак в отдалённых районах, племенная работа с тазы пришла в упадок.
Возрождение интереса к породе началось в середине 1980-х годов. Был организован государственный питомник по разведению тазы в Чимкентской области, организована работа с тазы на базе опытного хозяйства Казахского НИИ животноводства. Открылись также несколько частных питомников. С 1996 года ведётся разведение в качестве заводской породы.
Современный стандарт породы тазы утверждён Союзом кинологов Казахстана в 2007 году. Международной кинологической федерацией порода не признана. По некоторым данным, на патронирование породы в МКФ претендует Турция. В 2012 году Законом Республики Казахстан «Об охране, воспроизводстве и использовании животного мира» борзые тазы, наряду с приотарными тобетами, получили статус национальной породы собак, а в 2014 году Минсельхоз РК утвердил первые стандарты национальных пород.
В 2024 году Генеральный комитет Международной кинологической федерации (FCI) принял решение о предварительном признании казахского тазы («Kazakh Tazy») официальной породой собак и закрепил статус Казахстана как держателя стандарта породы.
В современном Казахстане насчитывают лишь около 300 чистокровных тазы.

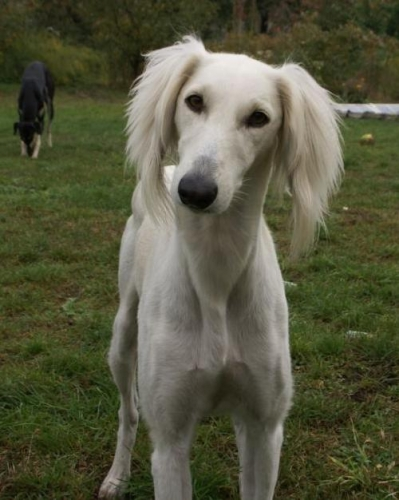

## Внешний вид
Тазы — грациозная и пропорционально сложенная собака, среднего или выше среднего роста (рост в холке кобелей 60—70 см, сук 55—65 см), крепкой сухой конституции. Выделяют две разновидности тазы: казахскую, более крупную, и туркменскую, более низкорослую и изящную, лёгкого телосложения. Голова маленькая, клиновидная, сухая. Тонкий изящный щипец, переход ото лба к морде плавный. Висячие треугольные уши расположены на уровне глаз или немного выше, чуть приподняты на хряще и украшены бурками. Шея длинная, иногда выгнутая вверх. Холка хорошо выражена, живот поджарый, спина ровная или чуть вогнутая. Тонкий длинный хвост на конце загнут в кольцо, спираль или крючок. Шерсть короткая, мягкая, без подшёрстка, образует лишь небольшие очёсы и подвес на хвосте, между пальцами крепко сжатых «в камушек» лап волос жёсткий и короткий, хорошо защищающий лапы от камней и горячей почвы. В породе допускаются разнообразные окрасы — белый, красный, серый, чёрный, пегий. При любом окрасе цвет глаз коричневый.
Среди казахских тазы встречаются «ши-тазы» — мелкие особи, их рост существенно ниже обычного, как полагают, вследствие вырождения или примеси крови туркменских тазы. С ши-тазы охотятся на зайца-толая в зарослях чия, давшего название разновидности, или мелкого кустарника. Для долгой охоты в степи, сопряжённой с длительными переходами, ши-тазы непригодны.

## Темперамент и использование
Тазы самостоятельны и независимы, не склонны проявлять агрессивность к незнакомым людям, но стремятся сохранить дистанцию даже по отношению к хозяину.
Резвость, выносливость и зоркость тазы сочетается с хорошим чутьём, злобой к зверю, манёвренностью и способностью к апортированию. Тазы могут долго бежать со скоростью 12—15 километров в час, а при преследовании добычи могут развивать намного большую скорость. Хотя охотничьи способности и инстинкт преследования убегающей дичи закреплены в породе и наследуются, не все тазы рождаются с достаточной злобой к зверю. Поэтому щенков с шестимесячного возраста привлекают к совместной охоте со взрослыми собаками и в сворах.

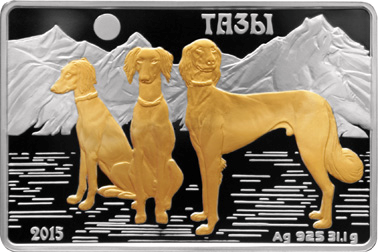
Серебряная с позолотой монета Нацбанка РК «Тазы»
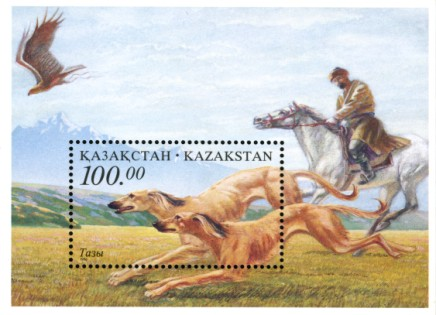
Марка почты Казахстана: конная охота с тазы
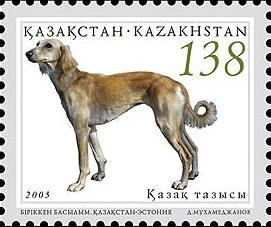
Марка почты Казахстана: казахская тазы